# Taposiris Magna
Taposiris Magna is een voormalige havenstad van het oude Egypte. De haven werd in recente jaren aan de godin Isis toegeschreven. Zij was ooit door een processieweg van om en bij de 45 km lengte verbonden met Alexandrië. Vermoed wordt dat dit dan ook de plaats was waar het festival van Choiak ter ere van de wedergeboorte van Osiris werd gecelebreerd.
Een beeld van Isis-van-Taposiris zou, conform bepaalde papyri uit de Griekse en Romeinse tijd, de wenende Isis voorstellen. Het beeld bevindt zich thans in het lokale museum van Fiesole. Er zijn gelijksoortige afbeeldingen in terracotta bekend. Hongaarse archeologen ontdekten het hoofd van dergelijke beeltenis van de godin in Taposiris Magna, dat mogelijk van het cultusbeeld zelf afkomstig is en vermoeden dat dit er eveneens zo heeft uitgezien.
Pas na de komst van het christendom verdween de Isiscultus hier, net als te Philae en werd hier een kerk gebouwd. Op de plaats waar ooit priesters en priesteressen van de Isiscultus woonden, vestigden zich eerst Romeinse soldaten en later Koptische monniken.